# الیشاه فوت
الیشاه فوت (انگلیسی: Alisha Foote؛ زادهٔ ۱ مهٔ ۱۹۹۱) بازیکن فوتبال اهل استرالیا است.
از باشگاه‌هایی که در آن بازی کرده‌است می‌توان به بریزبن رور اشاره کرد.